# Essenmineermot
De essenmineermot (Zelleria hepariella) is een vlinder uit de familie van de stippelmotten (Yponomeutidae). De wetenschappelijke naam van de soort werd in 1849 gepubliceerd door Henry Tibbats Stainton.